# Tatort: Aus der Traum (1986)
Aus der Traum ist die 182. Folge der Fernsehreihe Tatort. Die vom Südwestfunk (SWF) produzierte Folge wurde erstmals am 15. Juni 1986 im Ersten Programm der ARD ausgestrahlt. Für Kriminalhauptkommissarin Hanne Wiegand (Karin Anselm) ist es der sechste Fall.

## Handlung
Ballou ist Kfz-Mechaniker bei der Spedition Ellroth, wo er auch ein Zimmer hat. In seiner Freizeit engagiert er sich im Theater in einer Schauspielgruppe, wo auch Denise Ellroth, die Frau seines Chefs, mitspielt. Er ist stolz auf die Anerkennung, die er abends im Theater erhält und hofft, gemeinsam mit Denise, auf die Hauptrolle. Ballou ist in Denise verliebt und er leidet darunter, dass Kurt Ellroth seine Frau schlägt. So will er ihn wegen Denises blauem Auge zur Rede stellen und trifft ihn im Bad, wo er sich gerade Wasser in die Wanne eingelassen hat. Kurt Ellroth provoziert Ballou nur und macht sich lustig. In seiner Wut ertränkt Ballou seinen Chef in der Badewanne und lässt es wie einen Unfall aussehen, indem er einen kleinen Fernseher in das Badewasser wirft und den Stecker in die Dose steckt.
Als der Leichenwagen kommt, kümmert sich Ballou um die beiden Kinder, während Denise unter Schock steht. Die Todesbescheinigung wird ausgestellt mit dem Vermerk „Fremdverschulden nicht erkennbar“. Allerdings hat Kriminalhauptkommissarin Hanne Wiegand einen anonymen Hinweis erhalten und nimmt die Ermittlungen auf. Sie erfährt, dass die Spedition pleite ist. Ballou seinerseits glaubt nicht an den wirtschaftlichen Zusammenbruch der Speditionsfirma. Nachts sichtet er Unterlagen aus dem Tresor, um sich Klarheit zu verschaffen. Zu seinem großen Erstaunen stellt er fest, dass die Brüder sehr viel Geld durch Versicherungsbetrug verdient haben. Richard Ellroth ertappt ihn dabei und als Ballou ihm droht alles „auffliegen“ zu lassen, wenn er nicht weiter in der Firma bleiben kann, behauptet Ellroth bei der Polizei, Denise und Ballou seien Komplizen. Sie hätten Kurt aus dem Weg räumen wollen. Hanne Wiegand vermutet allerdings einen Einzeltäter: Ballou. Sein Motiv sieht sie in seiner Liebe zu Denise.
Theaterregisseur Kaiser erfährt von den Verdächtigungen gegen Ballou und wirft ihn daraufhin aus seiner Truppe. Ballou hadert nun mit sich und will sich stellen, aber dann begibt er sich zurück in seine Traumwelt mit Denise und gesteht ihr, sie heiraten zu wollen. Dies wird jäh unterbrochen, als der Däne Andersson, dem Kurt Ellroth 800.000 DM schuldet, mit seinen Schergen ins Firmengelände eindringt, den Wachhund erschießt und seinen Anteil aus dem Versicherungsbetrug einfordert. Da Kurt das Geld unterschlagen hat, bleibt Richard und Ballou nichts anderes übrig als das illegale Geschäft noch einmal zu machen. Sie brechen in eine Lagerhalle in Baden-Baden ein, um ihre eigenen Waren zu entwenden und sie dann der Versicherung als gestohlen zu melden. Denise will Ballou schützen und informiert die Polizei über den Diebstahl. Richard wird dabei erschossen und Ballou kann zu Denise fliehen. Wiegand kann Ballou wieder nichts nachweisen, doch macht sie ihm unmissverständlich klar, dass sie ihn für den Täter hält und ihn früher oder später überführen wird.
Unterdessen hat Denise Kontakt zu Andersson geknüpft und verfolgt zielstrebig einen eigenen Plan. Von einer trauernden und hilflosen Witwe ist nicht mehr viel zu spüren. Sie verkauft dem „Dänen“ die Spedition und Ballou sieht sie sehr vertraut mit ihm. Er begreift, dass Denise ihn offensichtlich nur benutzt hat und seine Tat völlig sinnlos gewesen ist. Denise gesteht ihm, nachdem Ballou das Geld im Keller versteckt gefunden hat, dass sie es an sich genommen hat, um zurück nach Südfrankreich zu gehen.
Wiegand ist fest entschlossen Ballou zu überführen und so gelingt es ihr mit einem Trick, ihn zu einem Geständnis zu bewegen. Ballou wird festgenommen und Denise bleibt mit Andersson auf dem Hof der Spedition zurück.

## Hintergrund
Aus der Traum wurde in Baden-Baden und Karlsruhe zwischen dem 1. Juli und dem 8. August 1985 gedreht. Die  Theaterszenen fanden unter der Mitwirkung des Jugendclubs Kritisches Theater im Staatstheater Stuttgart statt.

## Rezeption

### Einschaltquote
Bei der Erstausstrahlung konnte diese Folge 10,06 Mio. Zuschauer binden, was einem Marktanteil von 30 Prozent entsprach.

### Kritik
Die Kritiker der Fernsehzeitschrift TV Spielfilm beurteilen diesen Tatort positiv und kommentieren: „Kriminaldrama mit subtiler Psychologie“.